# حركة الدرع البشري إلى العراق

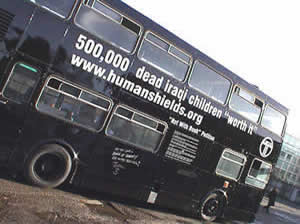
دروع بشرية بلاك باص،25 يناير 2003

كانت حركة الدرع البشري إلى العراق عبارة عن مجموعة من الأشخاص الذين سافروا إلى العراق للعمل كدروع بشرية بهدف منع قوات التحالف بقيادة الولايات المتحدة من قصف مواقع معينة خلال غزو العراق عام 2003.

## التسلسل الزمني

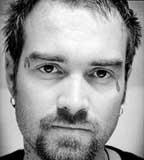
كين أوكيف،مؤسس الحركة

في كانون الأول (ديسمبر) 2002، نشر كينيث أوكيف، وهو جندي سابق في مشاة البحرية الأمريكية ومحارب قديم في حرب الخليج العربي، والذي حاول عدة مرات التخلي عن جنسيته الأمريكية، دعوة للعمل من أجل أعداد كبيرة من المواطنين الغربيين للهجرة إلى العراق ونشر أنفسهم على أنهم «دروع بشرية». تم تسمية هذا الإجراء في نهاية المطاف بـ TJP (الحقيقة العدل السلام) عمل الدرع البشري للعراق. يعتقد أوكيف أن الاحتجاجات والالتماسات ليس لديها فرصة لمنع الغزو وأن الوجود الكبير للمواطنين الغربيين، الذين تم وضعهم استراتيجيًا في العراق على أهداف محتملة، كان الرادع الوحيد القابل للتطبيق للحرب.وقال إن نشر آلاف الدروع البشرية في هذه المواقع سيجعل الغزو غير مقبول سياسياً.اعترف أوكيف علناً بصدام حسين على أنه «ديكتاتور عنيف» و «قاتل جماعي» قبل وصوله إلى العراق.وقد تم التكهن بأنه فعل ذلك في محاولة لتحييد فكرة أن الدروع البشرية كانت مجرد بيادق لصدام.ونتيجة لذلك، لم يتلق أي خدمة من صدام، وانخفض نفوذه في العمل بسرعة عندما سافر إلى العراق، وفي النهاية تم ترحيله قبل أيام من الغزو.قبل ترحيله، زعم مرارًا وتكرارًا الدعم الغربي لصدام حسين خلال بعض أكثر الفظائع التي ارتكبها.وفي النهاية قال إن شعب العراق هو الذي سيعاني أكثر من غيره من الحرب.
في يناير2003، انضمت مجموعة من النشطاء المناهضين للحرب إلى أوكيف في لندن وشرعت في تنفيذ الخطة.في 25كانون الثاني (يناير)2003، غادرت مجموعة من 50متطوعًا لندن وتوجهت إلى بغداد بنية العمل كدروع بشرية. سافرت القافلة عبر أوروبا وتركيا بالحافلة والتقطت المزيد من المتطوعين على طول الطريق، وبلغ مجموعهم حوالي 75شخصًا. وتشير التقديرات إلى أن 200إلى 500شخص شقوا طريقهم في النهاية إلى العراق قبل الغزو في مارس.
عند الوصول إلى بغداد، تم تشكيل إستراتيجية على افتراض أنه لن يكون هناك دروع بشرية كافية لتجنب الغزو. وشمل ذلك النشر الطوعي للناشطين في مواقع إستراتيجية في جميع أنحاء بغداد، وربما البصرة، في محاولة لتجنب قصف تلك المواقع.كان هناك الكثير من الجدل الداخلي حول المواقع التي سيتم اختيارها.

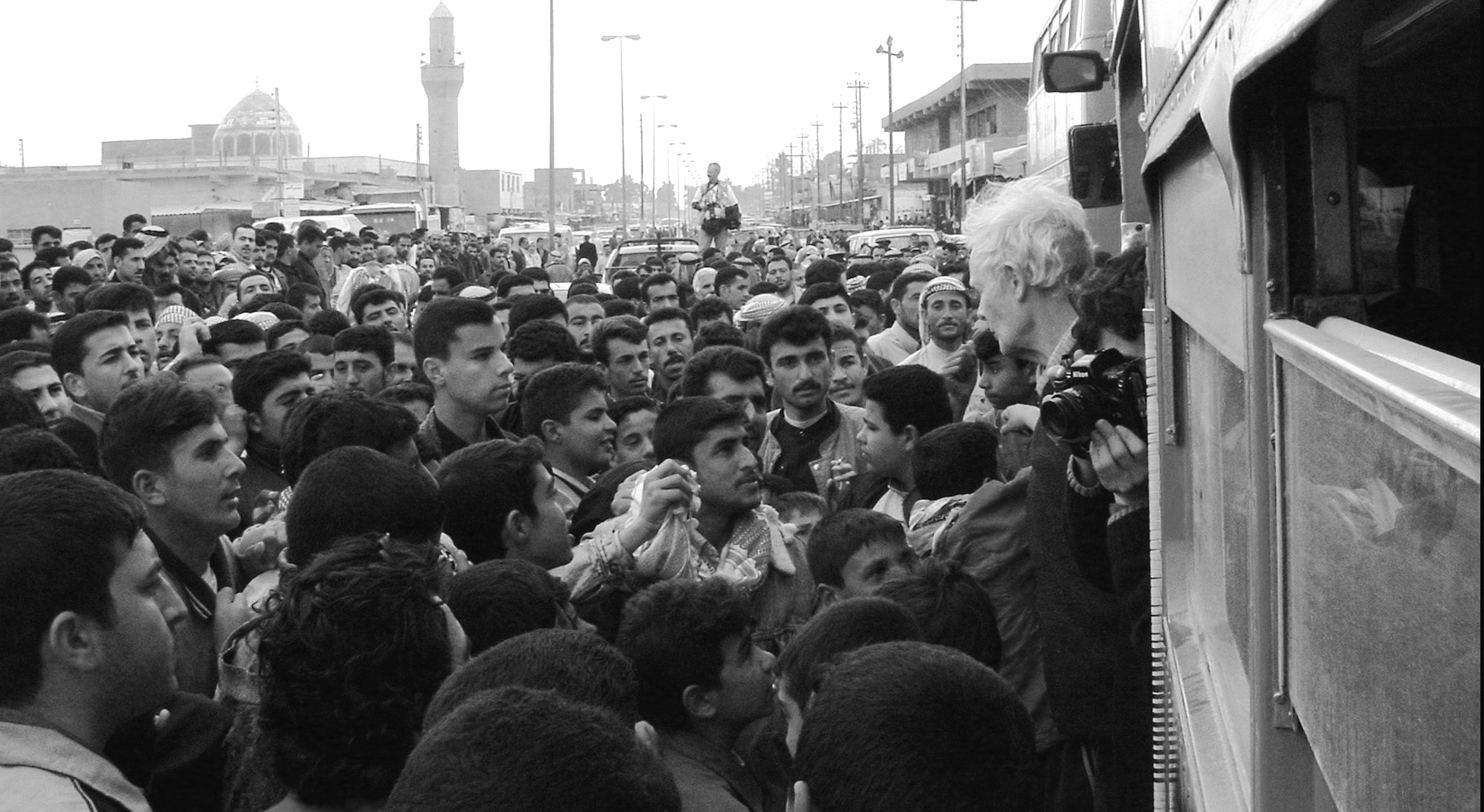
استقبال الدروع البشرية أثناء عبورها الحدود إلى العراق،15 شباط/فبراير2003

وفي نهاية المطاف، تم نشر المتطوعين في محطة كهرباء الدورة، ومحطة كهرباء جنوب بغداد، ومحطة معالجة المياه في 7نيسان/ أبريل، ومحطة معالجة المياه في الدورة، وصوامع تيجيو للأغذية، ومصفاة الدورة للنفط، ومرفق المأمون للاتصالات السلكية واللاسلكية.
لم تكن الحاجة إلى العمل عن كثب مع الحكومة العراقية شيئا شعر العديد من متطوعي الدرع بالراحة معه.ورأى البعض أن القائمة التي قدمها المسؤولون تعرض استقلاليتهم للخطر.ورأى آخرون أنهم يفضلون نشرها في المدارس والمستشفيات ودور الأيتام.غادر متطوعو الدرع العراق.أما الباقون فقد أقاموا في المواقع، وأرسلت قائمة بها إلى هيئة الأركان المشتركة مع طلب الاعتراف بتأكيد النشطاء أن استهداف هذه المواقع سيكون انتهاكا للمادة 54 البروتوكول الإضافي لاتفاقية جنيف.لم يكن هناك رد على الرسائل.
في ذروته بلغ عدد متطوعي الدرع في بغداد حوالي 500، لكن إدراك أن الآلاف بحاجة إلى فرصة لوقف الهجمات على بغداد لم يتحقق، إلى جانب فشل الأمم المتحدة في إحباط الحرب، يعني أن القصف كان وشيكا.اختار العديد من الدروع البقاء; اختار العديد من الآخرين المغادرة.وأمر آخرون، مثل أوكيف، بالخروج من قبل الحكومة العراقية.درع بشري يبلغ من العمر 21 عاما، توم هورندال غادر بغداد لأسباب تتعلق بالسلامة.ذهب إلى الأراضي الفلسطينية حيث أطلق عليه جندي إسرائيلي النار أثناء عمله مع حركة التضامن الدولية.
لم يقتل أو يصاب أي من الدروع الـ 80 التي بقيت في بغداد طوال الحرب.لم يتم تدمير أي من المواقع التي كانوا يقيمون فيها.
خلال عمليات نشرهم، تولت مجموعة صغيرة من المتطوعين بقيادة جوردون سلون من نيوزيلندا مهمة فحص المواقع للتأكد من أنها ليست على مقربة من المنشآت العسكرية.كان هذا سببًا لبعض الخلاف مع مضيفهم العراقي، الدكتور عبد الرزاق الهاشمي، المتحدث باسم صدام حسين خلال حرب الخليج الأولى، ورئيس منظمة الصداقة والسلام والتضامن التي كانت تستضيف النشطاء تحت إشراف سلطة الحكومة البعثية العراقية.
مع الغزو الوشيك، أصيب الهاشمي بالإحباط بسبب استكشافات سلون، ودعا لعقد اجتماع، وطلب من النشطاء الانتشار في المواقع أو مغادرة العراق. قال بعض المتطوعين البارزين إن اجتماع الهاشمي كان خطأ سياسيًا مكلفًا.كان ذلك سبب قلق المتطوعين  والتقارير السلبية في وسائل الإعلام، بما في ذلك التقارير الخاطئة التي تفيد بأن النشطاء أجبروا على الانتشار في المواقع العسكرية. في هذه المرحلة أيضًا، كان من المقرر أن يعود بعض المتطوعين البريطانيين إلى لندن مع الحافلتين الأحمرتين ذات الطابقين ومالكهما، وكان من المفترض في الأصل أن يغادروا بعد وصولهم بوقت قصير.
جنون العظمة الذي ثار حول إعلان الهاشمي والتقارير عن مغادرة الحافلات للعراق أدى إلى إبطاء تدفق النشطاء إلى العراق، ودفع بعض الموجودين هناك بالفعل إلى مغادرة العراق، معتقدين أنهم فقدوا مصداقيتهم من خلال تصرفات الهاشمي.من ناحية أخرى، رأت السلطات العراقية أن كينيث أوكيف وسلون وغيرهما من المنظمين يتحدون باستمرار سلطة الهاشمي ويقومون بالتخريب عن عمد، وأن بعض الدروع المحتملين تستغرق وقتًا طويلاً لنشرها في المواقع.ثم طُلب من خمسة من «مثيري الشغب» مغادرة البلاد.
بقي العديد من النشطاء، مع ذلك، وبقوا في المواقع المختارة.ويُزعم أن ثمانين درعًا بشريًا بقيت في منطقة بغداد طوال حملة القصف.

## تحليل وتأثيرات الدروع البشرية

لقاء الدروع البشرية في العراق،1 آذار / مارس 2003،في فندق فلسطين في بغداد، العراق

في 26 فبراير 2003، علق كبير مراسلي سي إن إن البنتاغون، جيمي ماكنتاير، أن «البنتاغون يقول إنهم سيحاولون الالتفاف حول الدروع البشرية» طالما لم يتم نشرهم في مواقع عسكرية. من بين جميع المواقع المحمية، تم قصف منشأة المأمون للاتصالات - والتي يمكن القول إنها هدف مشروع بموجب اتفاقيات جنيف بعد يوم واحد من سحب الدروع البشرية منها.
بسبب انتهاك حظر السفر الأمريكي قبل الحرب، واجهت الدروع البشرية من الولايات المتحدة غرامات و / أو السجن. في اليوم التالي لمغادرة قافلة الدروع البشرية، أصدر رئيس أركان البيت الأبيض،أندرو كارد، بيانًا يدين الإجراء وأفادت قناة فوكس نيوز بأن قادة الولايات المتحدة يفكرون في مقاضاة الدروع البشرية الأمريكية لارتكاب جرائم حرب.

### انتقادات
تعرضت حركة الدرع البشري لانتقادات بسبب ما اعتبره الكثيرون عملاً صريحًا لمساعدة حكم صدام حسين.انتشرت في الولايات المتحدة اتهامات الدروع بكونها «مغفلين» و«أغبياء مفيدين» لصدام.وجادل المشاركون بأنه بينما تقوم حكومات مختلفة في جميع أنحاء العالم بأعمال عدوانية، فإن عمل الدروع البشرية كان يهدف إلى تفادي ذلك.
ذكرت هيومن رايتس ووتش أن «المدنيين الذين يعملون كدروع بشرية، سواء طواعية أم لا، يساهمون بشكل غير مباشر في القدرة الحربية للدولة.أفعالهم لا تشكل خطرا مباشرا على القوى المعارضة.ولأنهم لا يشاركون بشكل مباشر في الأعمال العدائية ضد خصم، فإنهم يحتفظون بحصانتهم المدنية من الهجوم».كما أشارت هيومن رايتس ووتش إلى أن استخدام الدولة للدروع البشرية، طوعا أو بغير طوعي، هو انتهاك للقانون الدولي، مستشهدة بالبروتوكول الأول لاتفاقية جنيف الأولى.
زعم جونا غولدبرغ، بعد نقاش مع أوكيف، أن «أوكيف وأصدقاؤه يؤيدون بشكل موضوعي صدام حسين ونظامه القاتل لأنهم يعتقدون أنه يستحق الدفاع بأجسادهم بشكل فريد.قد يكونون شجعان، على ما أعتقد، لكنهم ما زالوا أغبياء، وأنا متأكد من أن صدام ممتن لهم».
استشهدت ماريا إرمانو، رئيسة جمعية السلام والتحكيم السويدية، بتقارير تفيد بأن المسؤولين العراقيين كانوا يرتبون وسائل النقل والإقامة والمؤتمرات الصحفية للدروع البشرية وأن صدام حسين كان يستخدمها لأغراض دعائية: «النزول إلى العراق والعيش.وتتصرف هناك على حساب النظام، فأنت تدعم دكتاتورًا رهيبًا.أعتقد أن هذه الطريقة خاطئة تمامًا،» قال إرمانو للإذاعة السويدية.
كما تعرضت الحكومة العراقية لانتقادات لتشجيعها وتسهيلها لأعمال الدروع البشرية، لأن ذلك يعد انتهاكًا للقانون الدولي والبروتوكول الأول، المادة 20 من اتفاقية جنيف.
بعد عقد من اندلاع حرب العراق، تم إجراء مقابلات مع عدد من الدروع البشرية لمقال عن الحركة.ولم يأسف أي منهم على المشاركة في الدعوى.زعم إيريك ليفي الذي كان في مصفاة الدورة للنفط في جنوب بغداد طوال مدة الحملة الجوية: «كان هذا هو الشيء الصحيح الذي ينبغي عمله.كانت الحرب غير قانونية وغير أخلاقية.ربما نكون قد فشلنا في وقف الغزو، ولكن من خلال وضع أنفسنا في طريق الأذى، أرسلنا رسالة واضحة إلى العالم.رسالة نأمل أن تستمر في التردد».